# Antrodia cinnamomea
Antrodia cinnamomea är en svampart som beskrevs av T.T. Chang & W.N. Chou 1995. Antrodia cinnamomea ingår i släktet Antrodia och familjen Fomitopsidaceae.   Inga underarter finns listade i Catalogue of Life.

## Bildgalleri

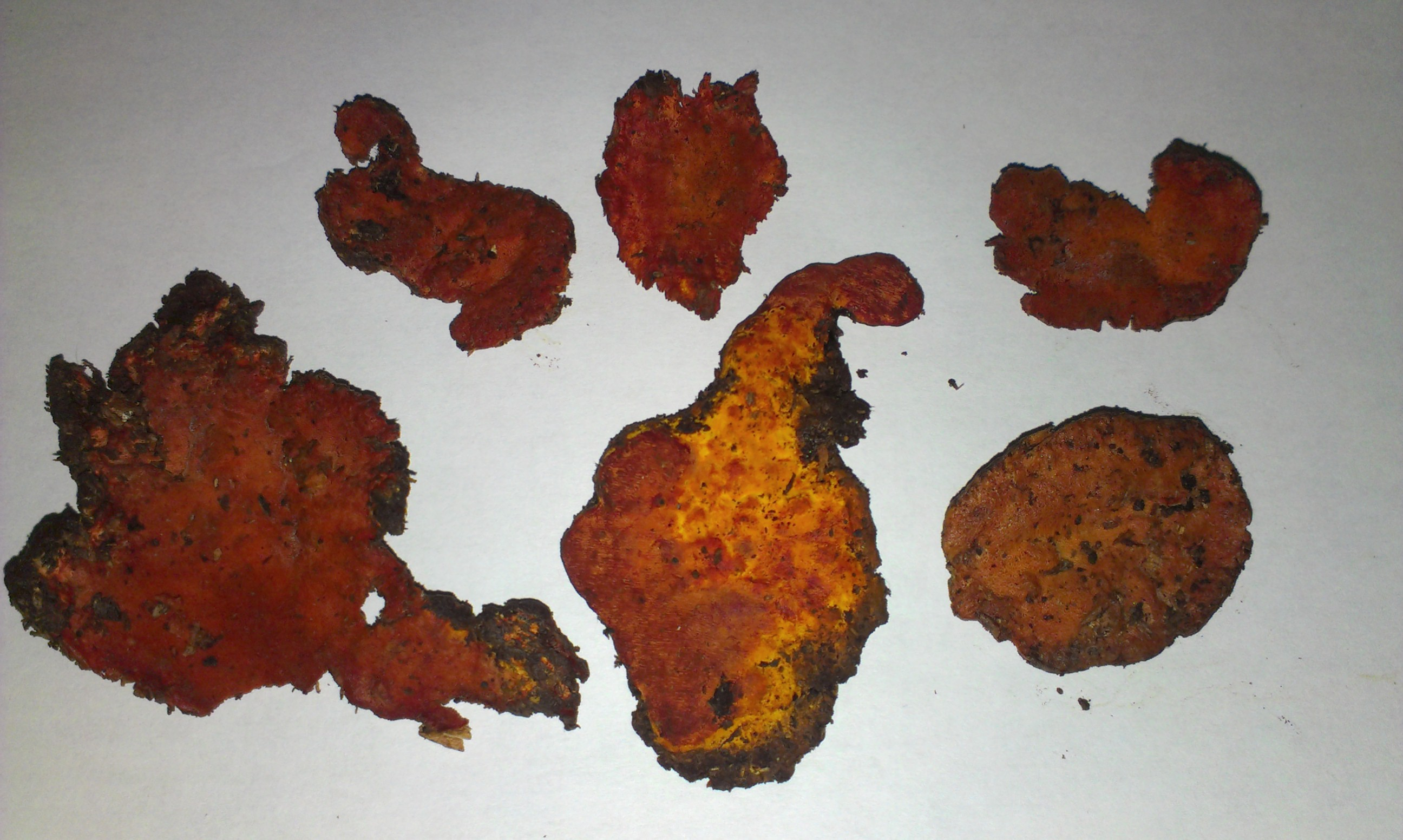